# Россини, Луиджи
Луиджи Россини (итал. Luigi Rossini, 15 декабря 1790, Равенна — 22 апреля 1857, Рим) — итальянский архитектор, рисовальщик и гравёр, известный гравюрами в технике офорта с изображениями архитектуры Рима и античных памятников городов Италии.
Россини учился архитектуре в Болонской академии изящных искусств (Академия Клементина) у Антонио Джузеппе Базоли и Джованни Антонио Антолини. Получил диплом архитектора и художника в 1813 году. Помогал А. Канове в проектировании церкви в Поссаньо, оформил кабинет министра Австрии в Палаццо Венеция и большой зал дворца Симонетти, проектировал круглый храм на вилле банкира Сильвестри в Анконе и многое другое.
Со временем Луиджи Россини посвятил себя гравюре и получил известность благодаря сериям пейзажей Римской Кампаньи и южной Италии, и их античных памятников. В 1818 году в Риме был опубликован его первый труд под названием «Собрание пятидесяти основных видов древностей, взятых из раскопок, проведенных в Риме» (Raccolta di cinquanta principali vedute di antichità tratte da scavi fatti in Roma) с видами Колизея, Пантеона, Римского форума и других достопримечательностей.
В 1820—1823 годах Россини опубликовал альбом гравюр «Римские древности» (Le antichità romane). Затем последовали: «Самые интересные памятники Рима века с X по XVIII века» (I monumenti più interessanti di Roma dal sec. X al XVIII, 1828), «Древности Помпей и Пестума» (Le antichità di Pompei e di Pesto, 1830), «Триумфальные арки древних римлян» (Gli archi di trionfo degli antichi Romani, 1836), «Живописное путешествие из Рима в Неаполь» (Il viaggio pittoresco da Roma a Napoli, 1839) и другие работы.
Выполненные Россини гравюры оказывали сильное влияние на архитекторов, художников, писателей, коллекционеров и других ценителей древнеримской культуры. Во всех его гравюрах очевидно значительное воздействие творчества Джованни Баттиста Пиранези: те же ракурсы, угловая перспектива, эффекты светотени, контрасты масс. Однако в последних работах Россини появляется бо́льшая строгость и точность археологических деталей.

## Галерея

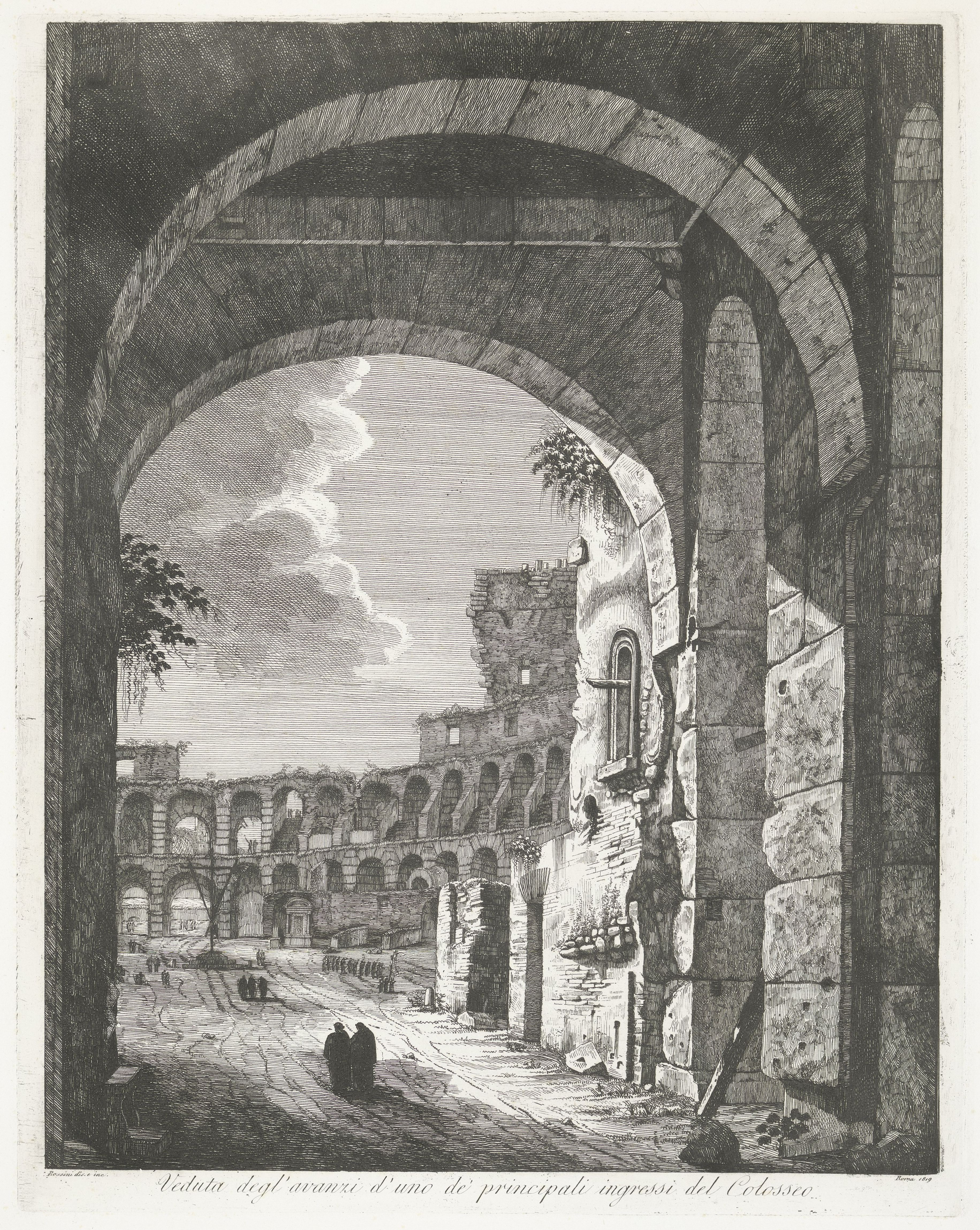
Колизей в Риме. 1819
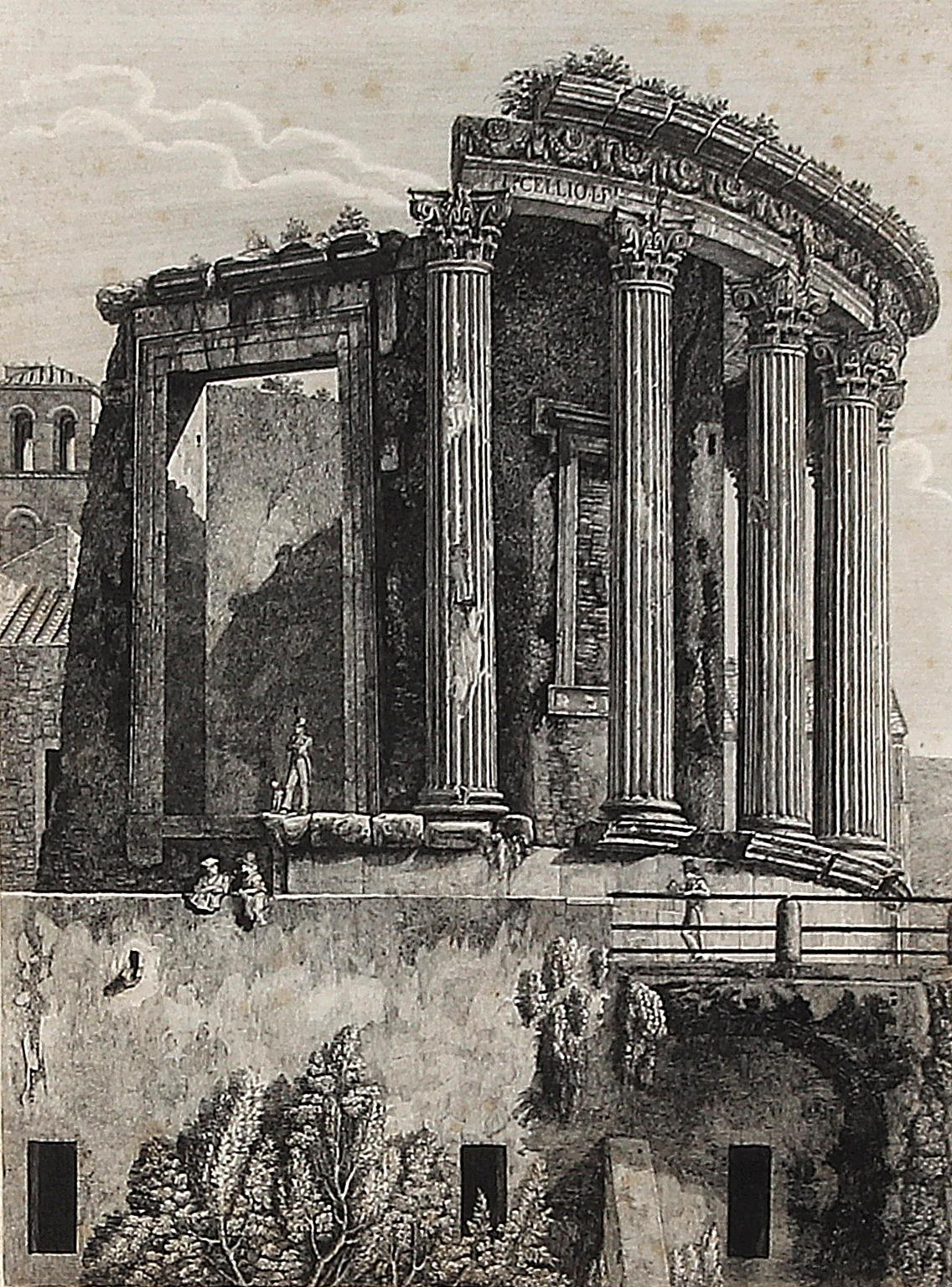
Вид Круглого храма в Тиволи. 1824
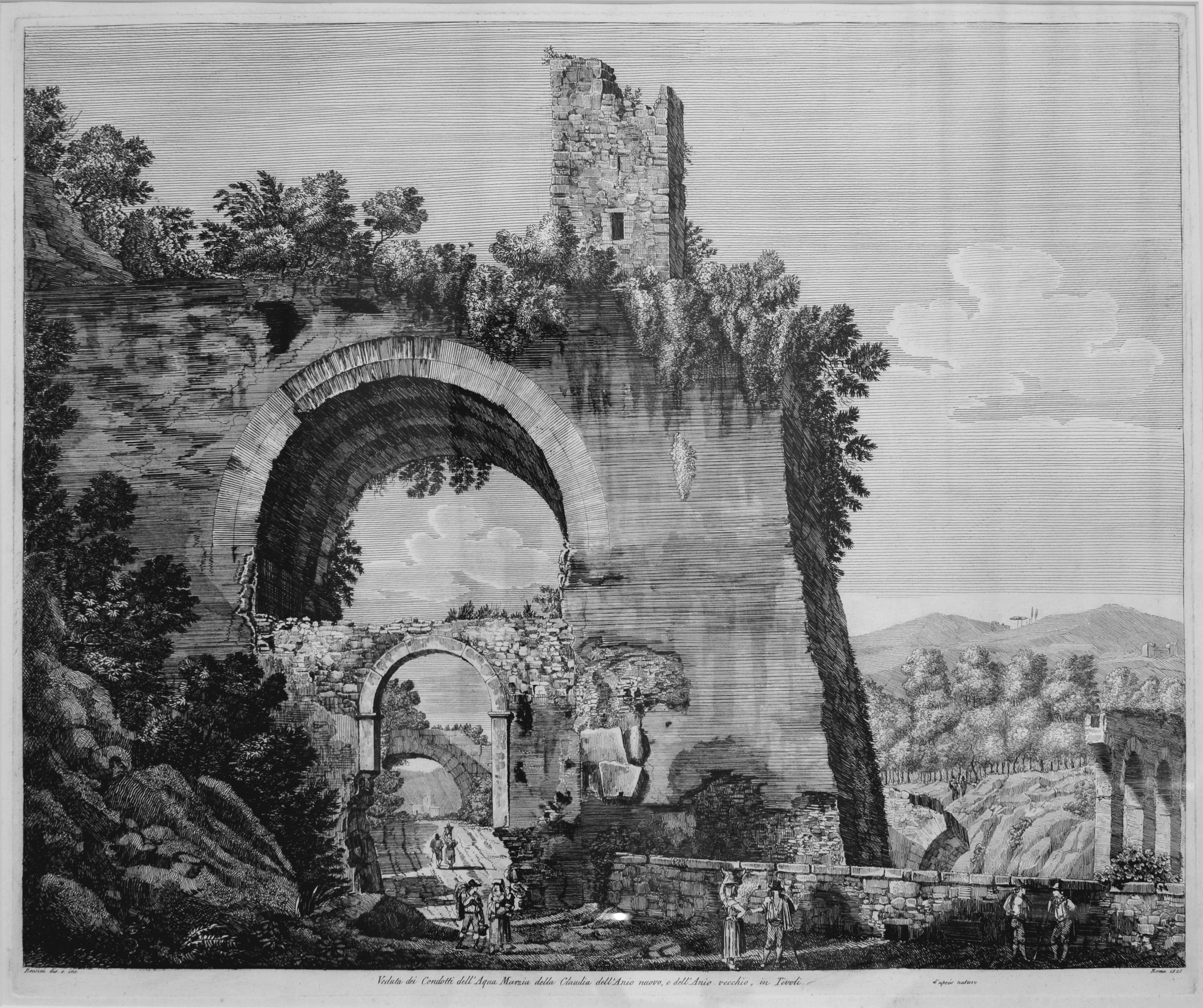
Римский акведук близ Тиволи. 1822
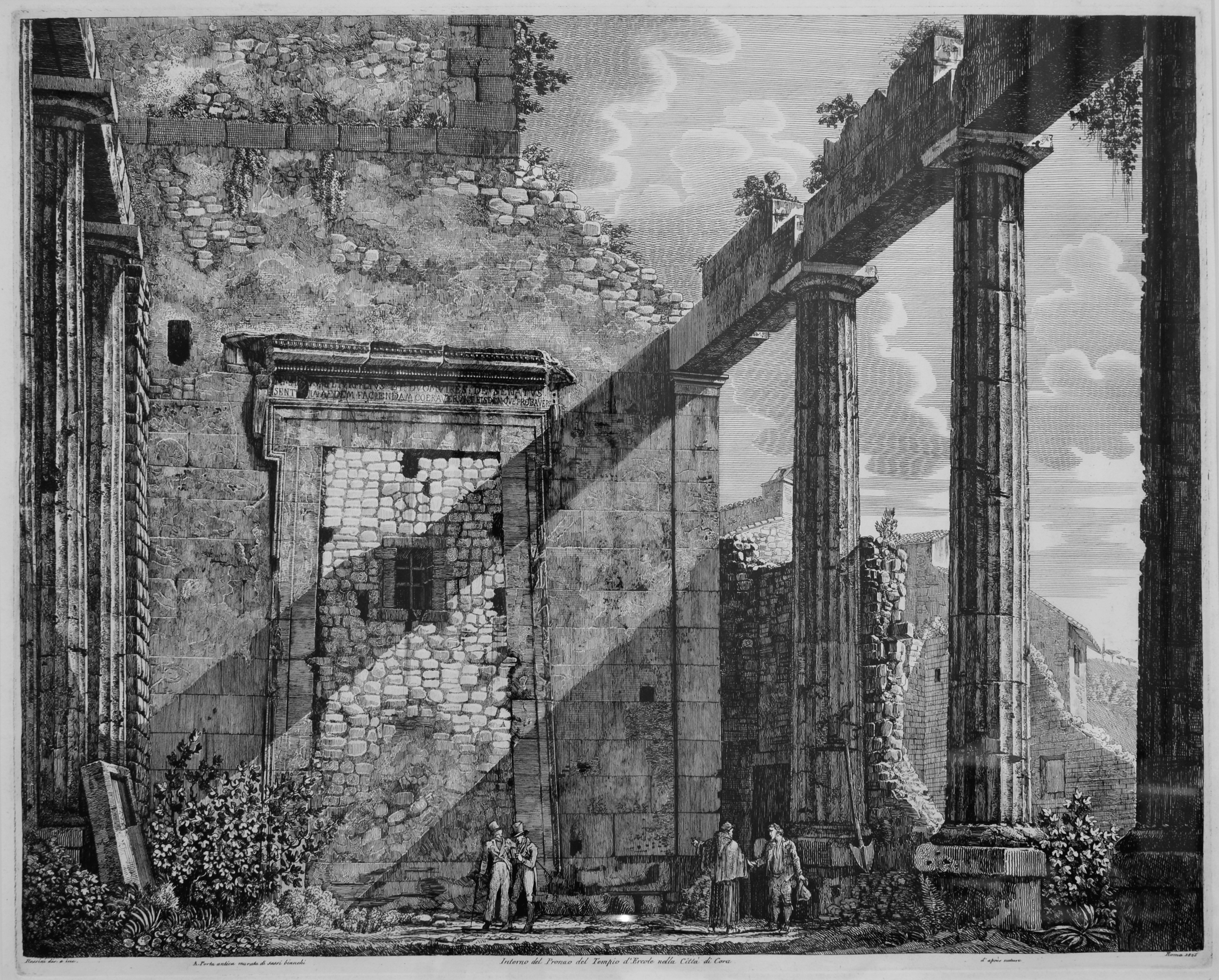
Храм Геркулеса в Кори, Лациум. Около 1826
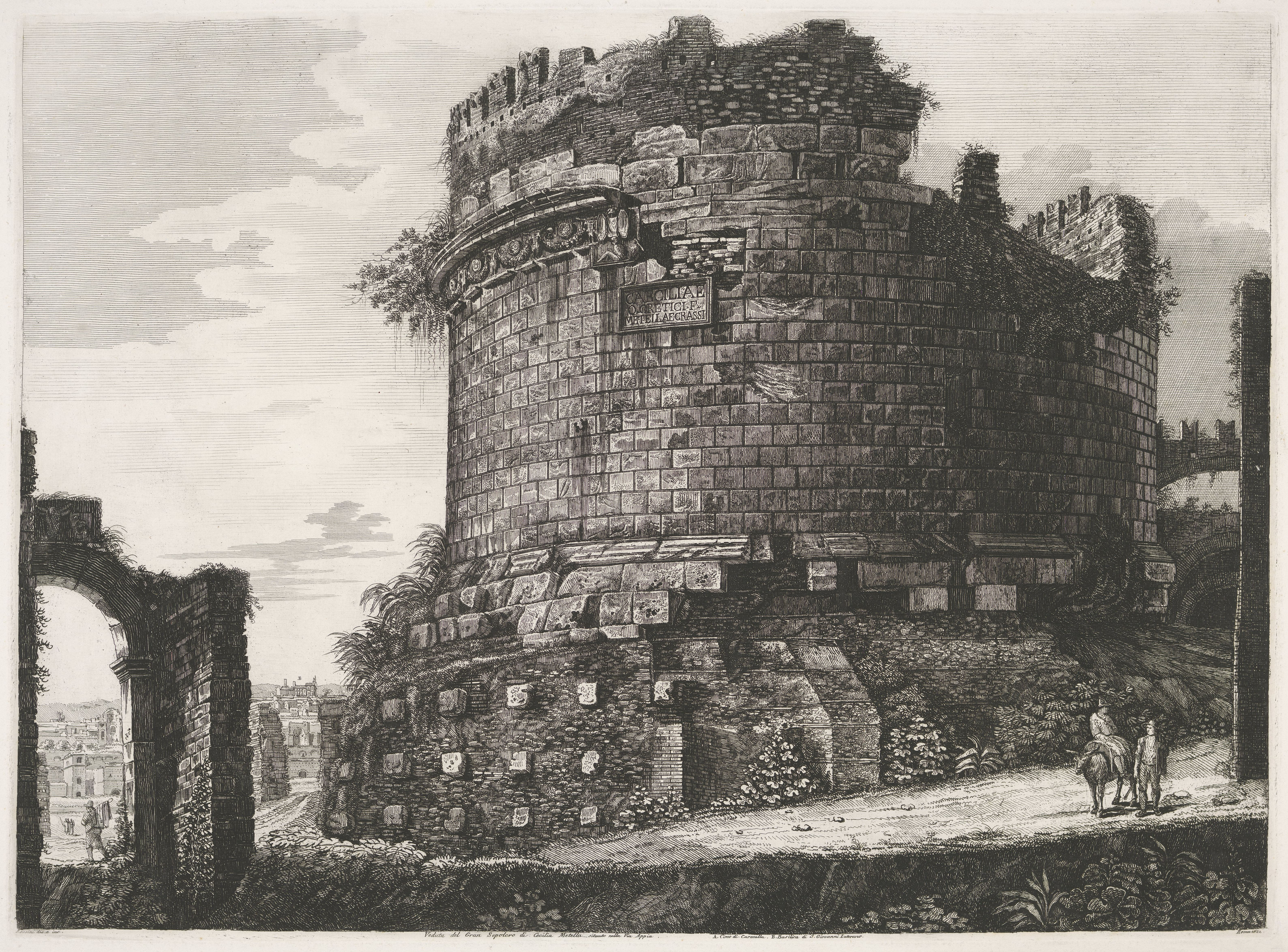
Мавзолей Цецилии Метеллы на Аппиевой дороге близ Рима. 1822
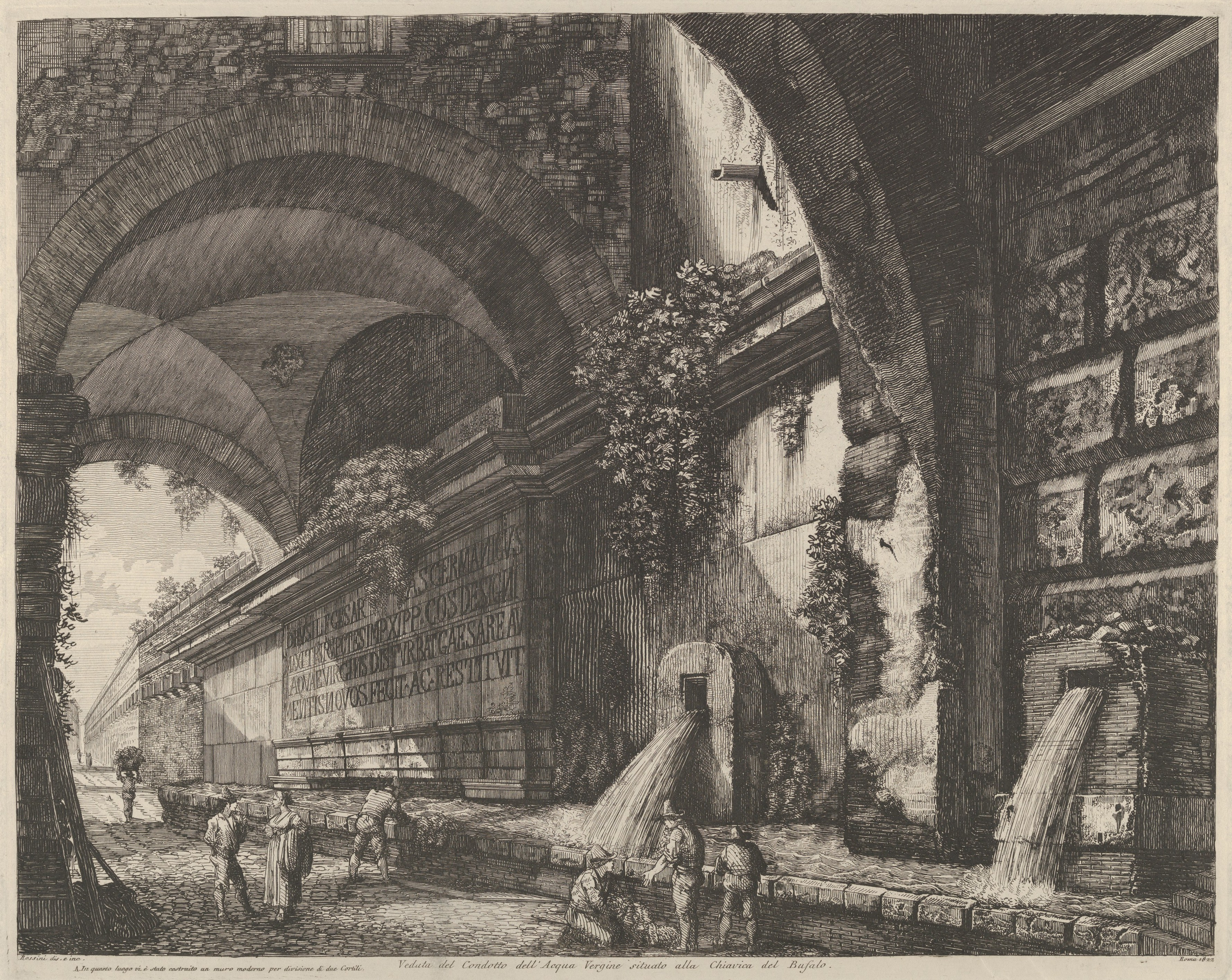
Вид античного акведука и фонтанов в Риме. 1822
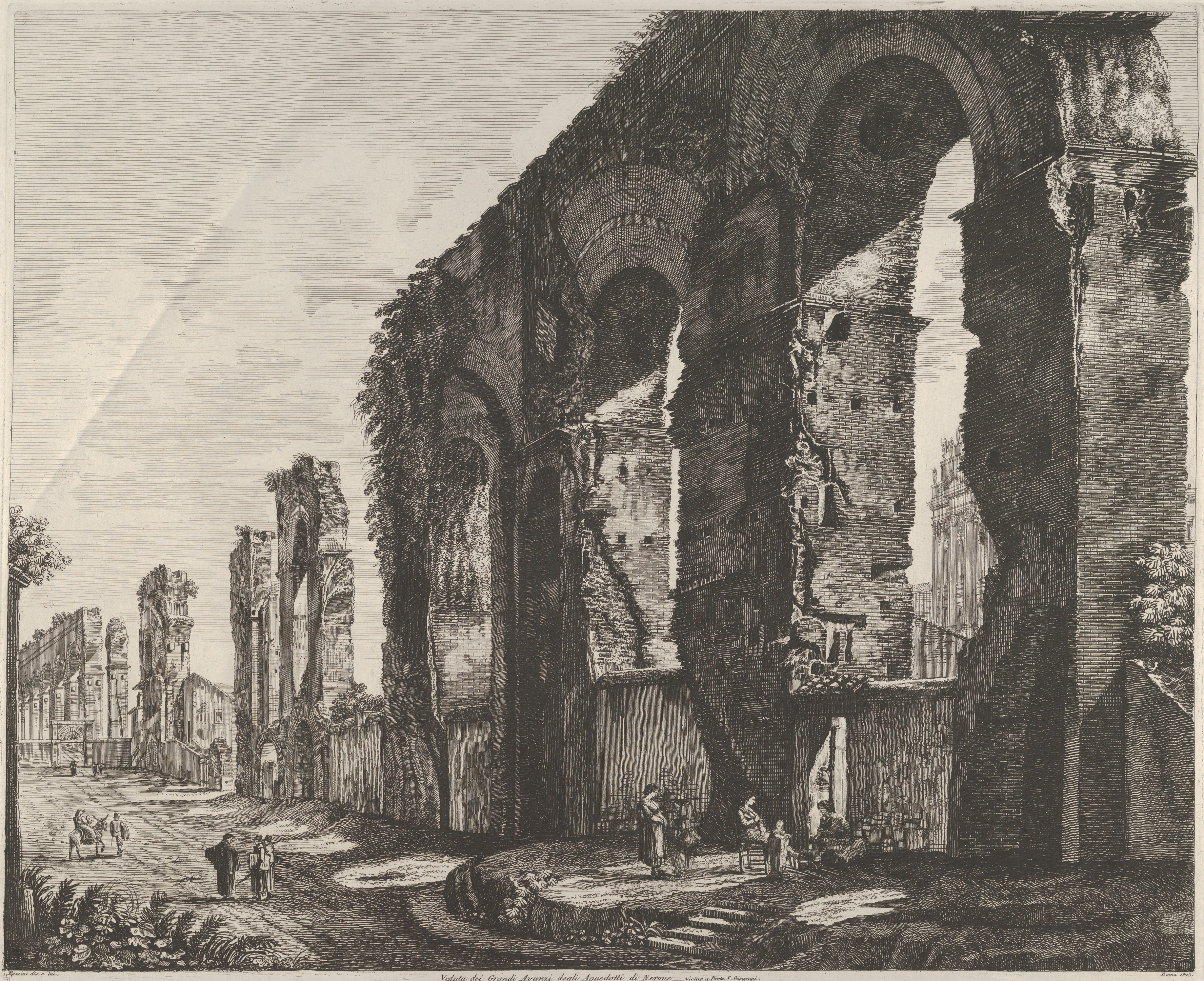
Акведук Нерона в Риме. 1823
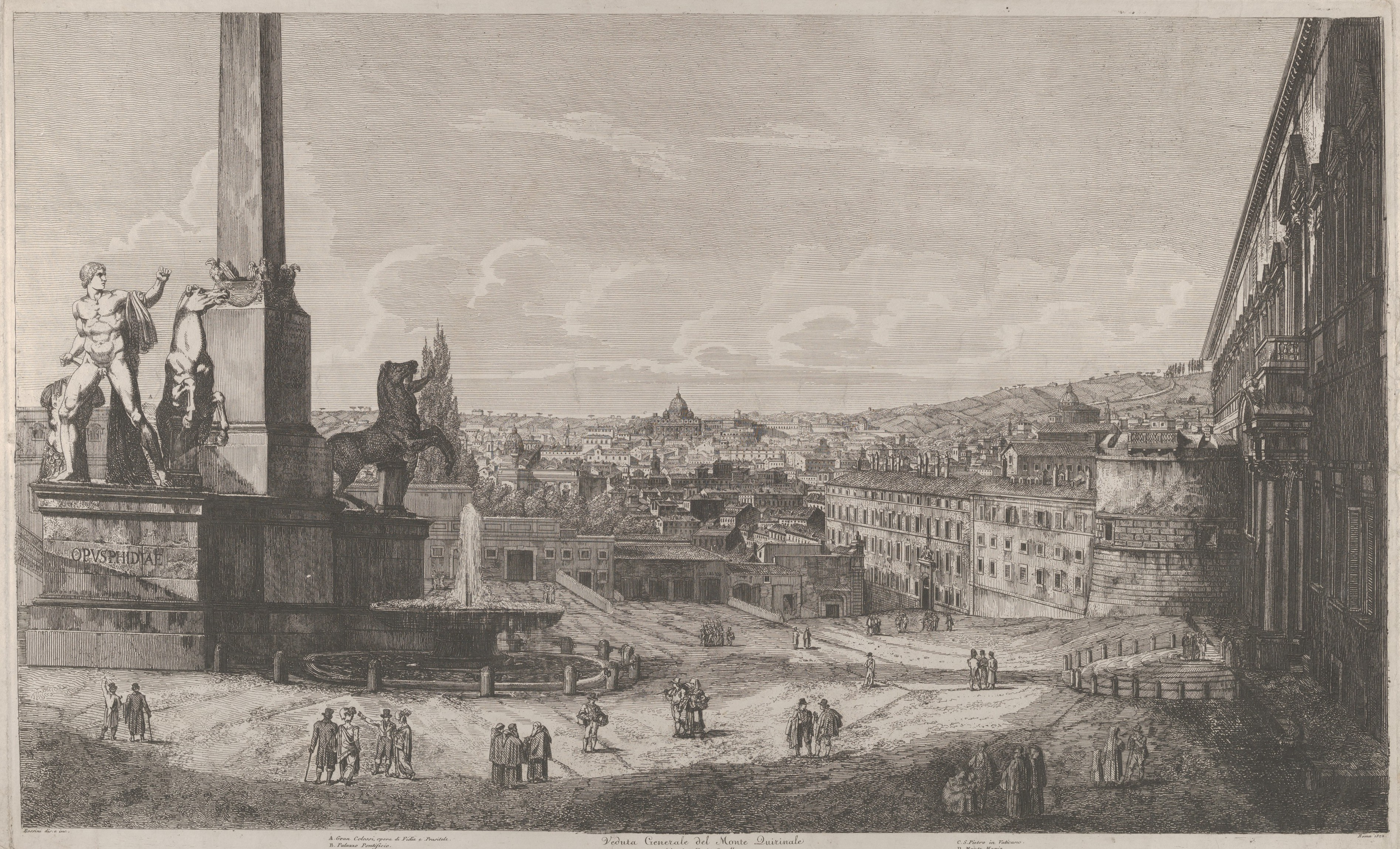
Вид Квиринальского холма с фонтаном и группами Диоскуров слева. 1822
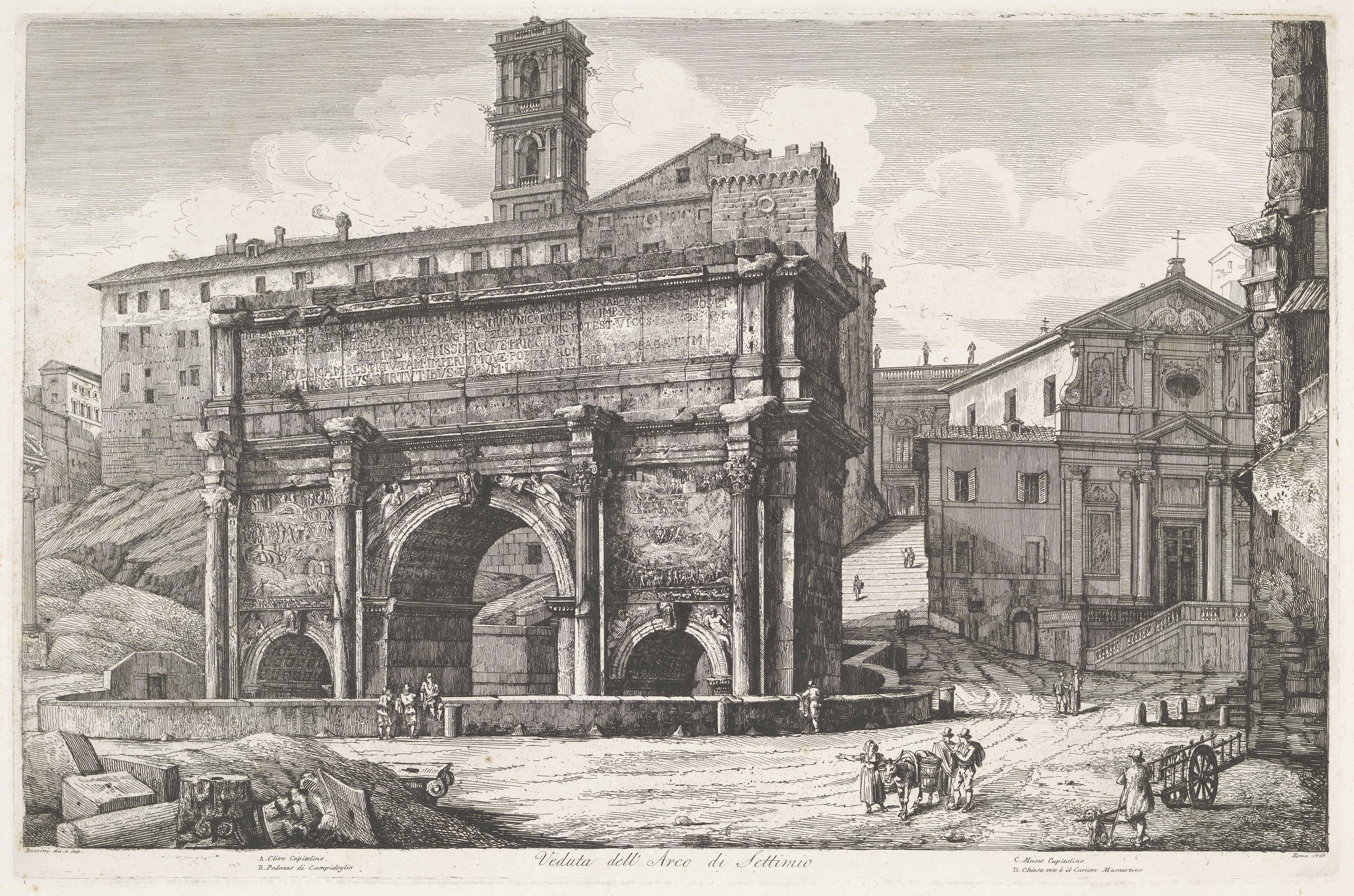
Арка Септимия Севера на Римском Форуме. 1826
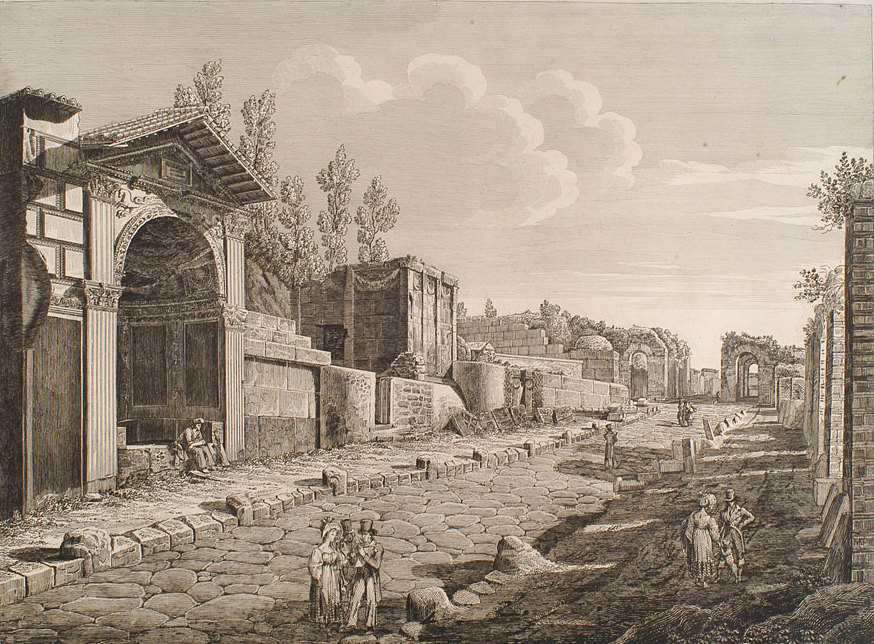
Улица гробниц в Помпеях. 1830